# 선떠러지

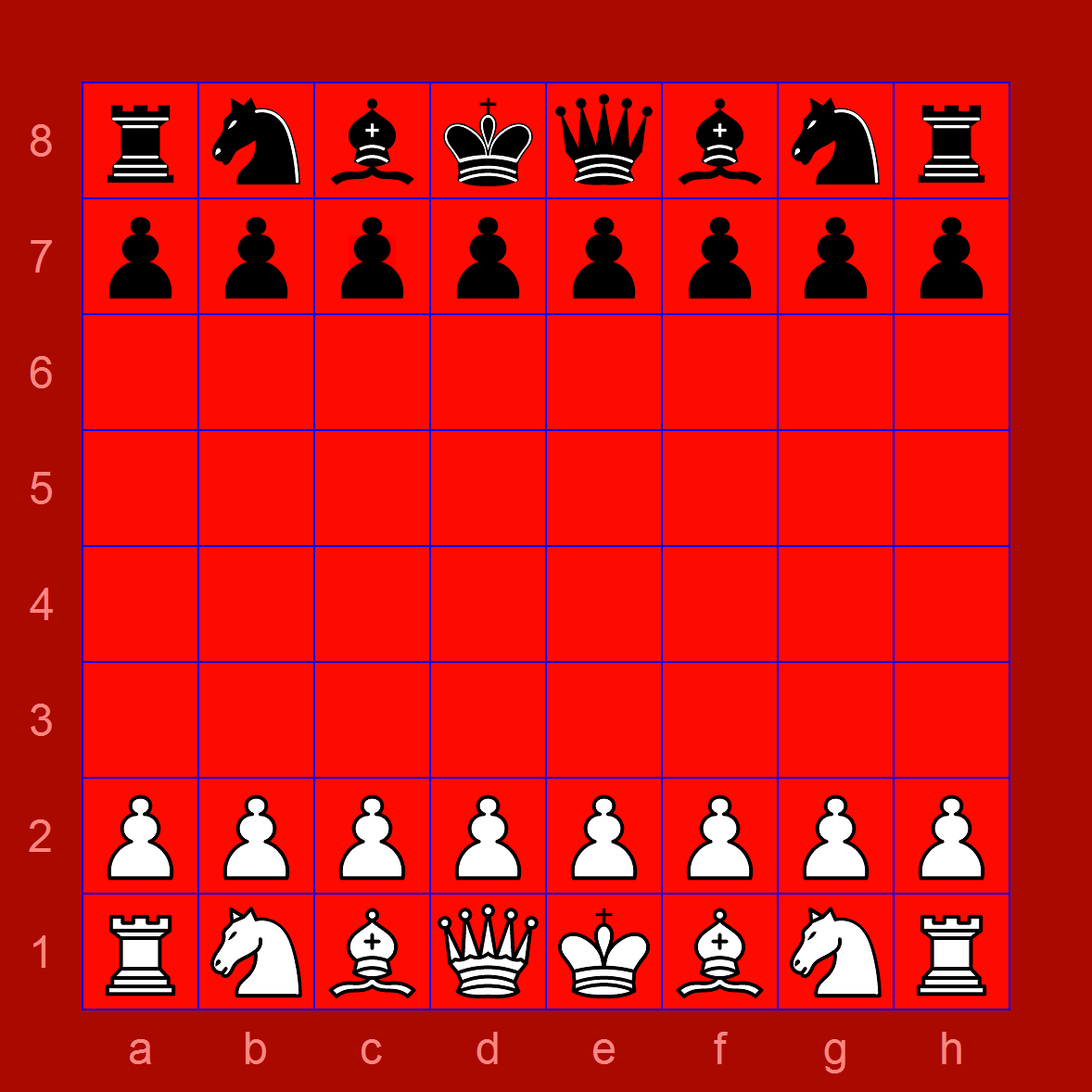
선떠러지

선떠러지(암하라어: ሰንጠረዥ)는 샤트란지에서 유래된 에티오피아의 전통 체스다.

## 기물 및 배치
- 느구스(ንጉሥ): 왕. 체스의 킹에 해당하며 움직임은 같다. 자기 편에서 볼때 가운데선의 오른쪽에 놓는다.
- 프르즈(ፍርዝ): 고문. 체스의 퀸에 해당하나 훨씬 약한 기물로, 대각선으로 1칸씩만 움직인다. 느구스의 반대쪽에 놓는다.
- 드르(ድር): 차(車). 체스의 룩에 해당하며 움직임은 같다.
- 서브아(ሰብአ): 상(象). 대각선으로 2칸 움직이며 중간의 말은 개의치 않는다. 서브아가 갈 수 있는 곳은 판에서 8분의 1 뿐이며, 따라서 서로를 잡을 수 없다. 느구스와 프르즈의 양쪽에 놓는다.
- 퍼러스(ፈረስ): 마(馬). 체스의 나이트에 해당하며 움직임은 같다.
- 메데끄(ሜዴቅ): 보병. 움직임과 잡는 법이 체스의 폰와 같으나, 체스처럼 처음에 2칸 움직일 수 없다. 8번째 칸에 오면 승급하되 프르즈로만 가능하다.

## 규칙
처음부터 동시에 한수씩 움직이다가 한 기물을 누군가 잡으면 게임이 시작된다.